# Kościół i klasztor Franciszkanów w Sanoku

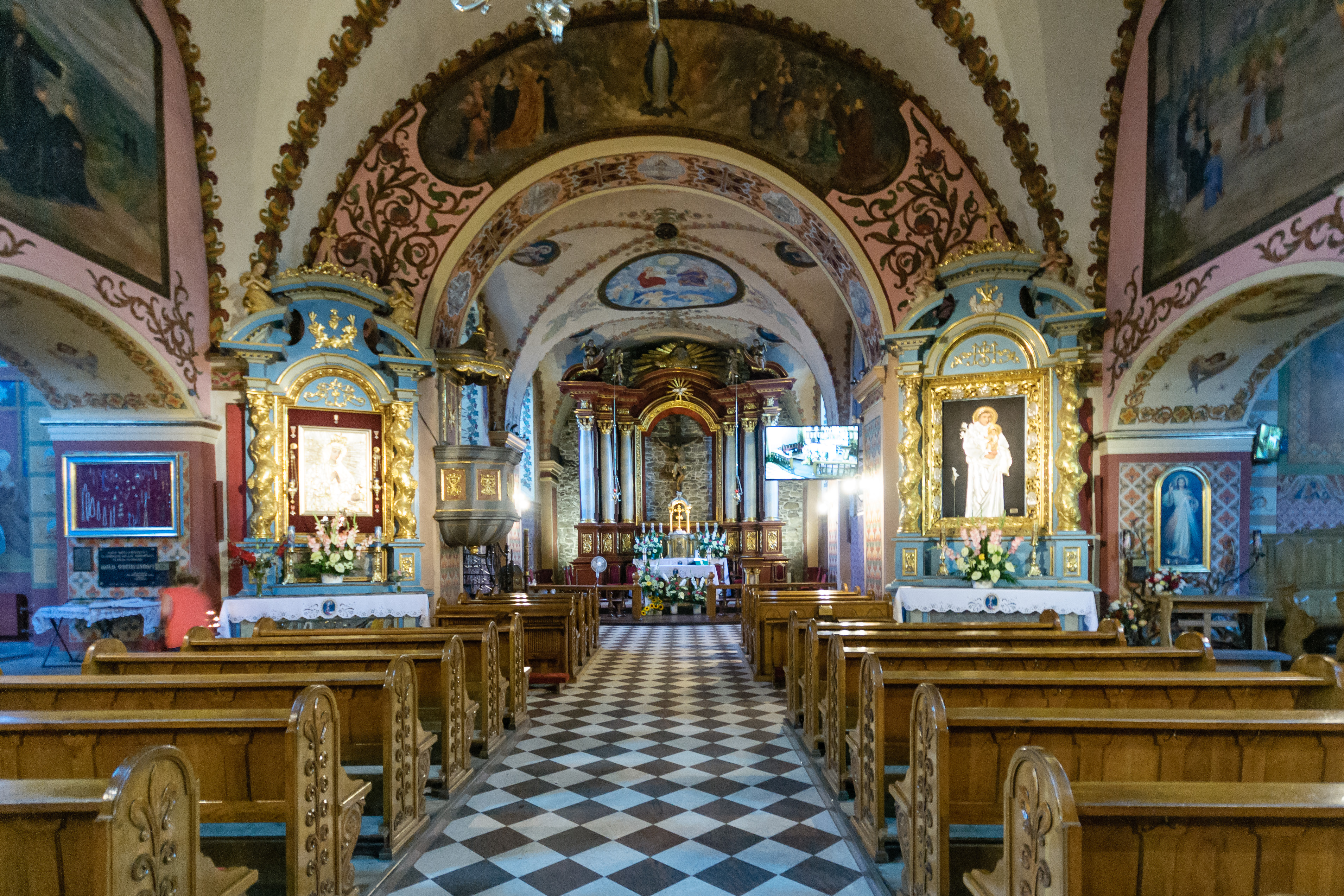
Nawa główna. Po lewej obraz Matki Bożej Pocieszenia, po prawej obraz św. Antoniego

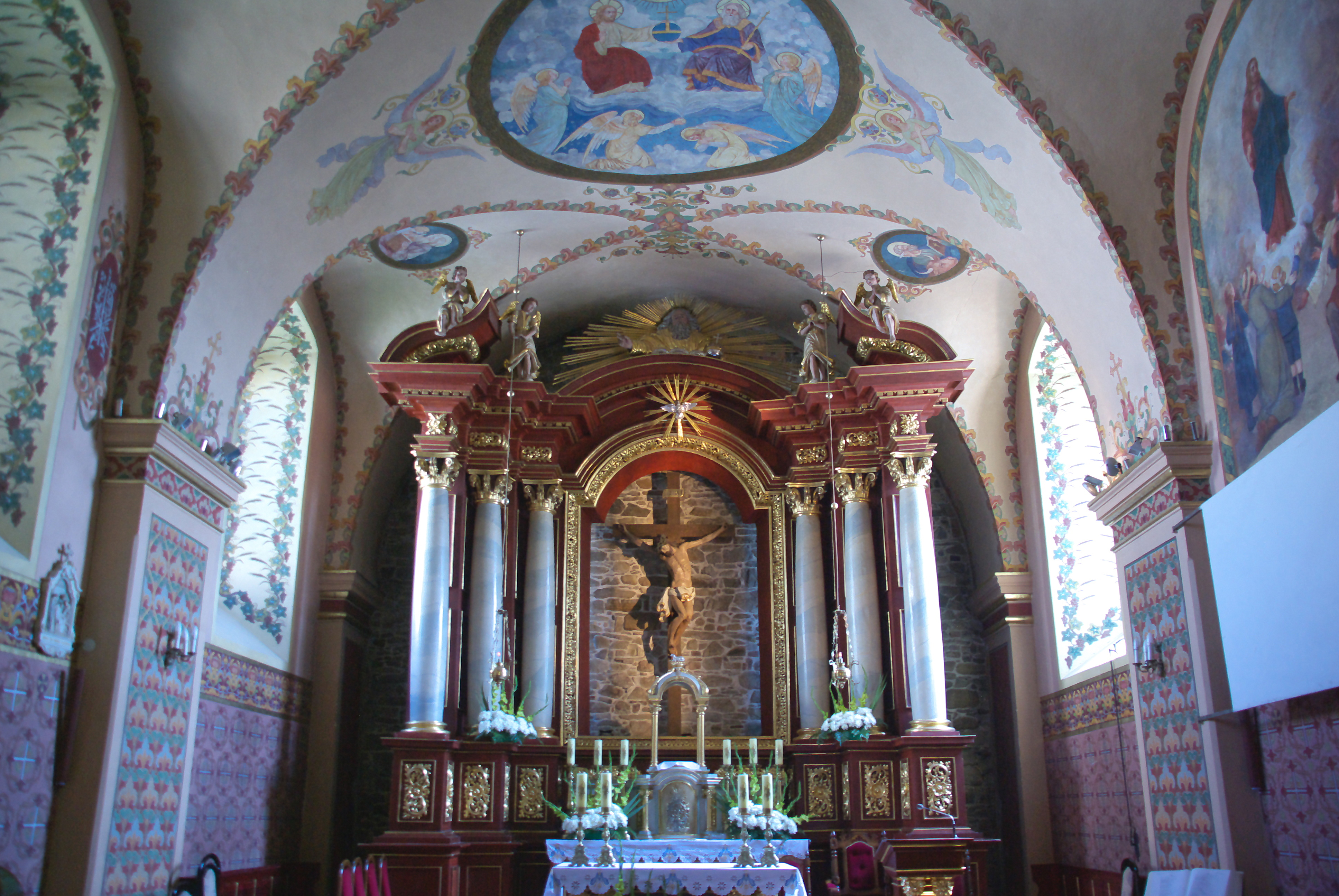
Ołtarz główny w prezbiterium

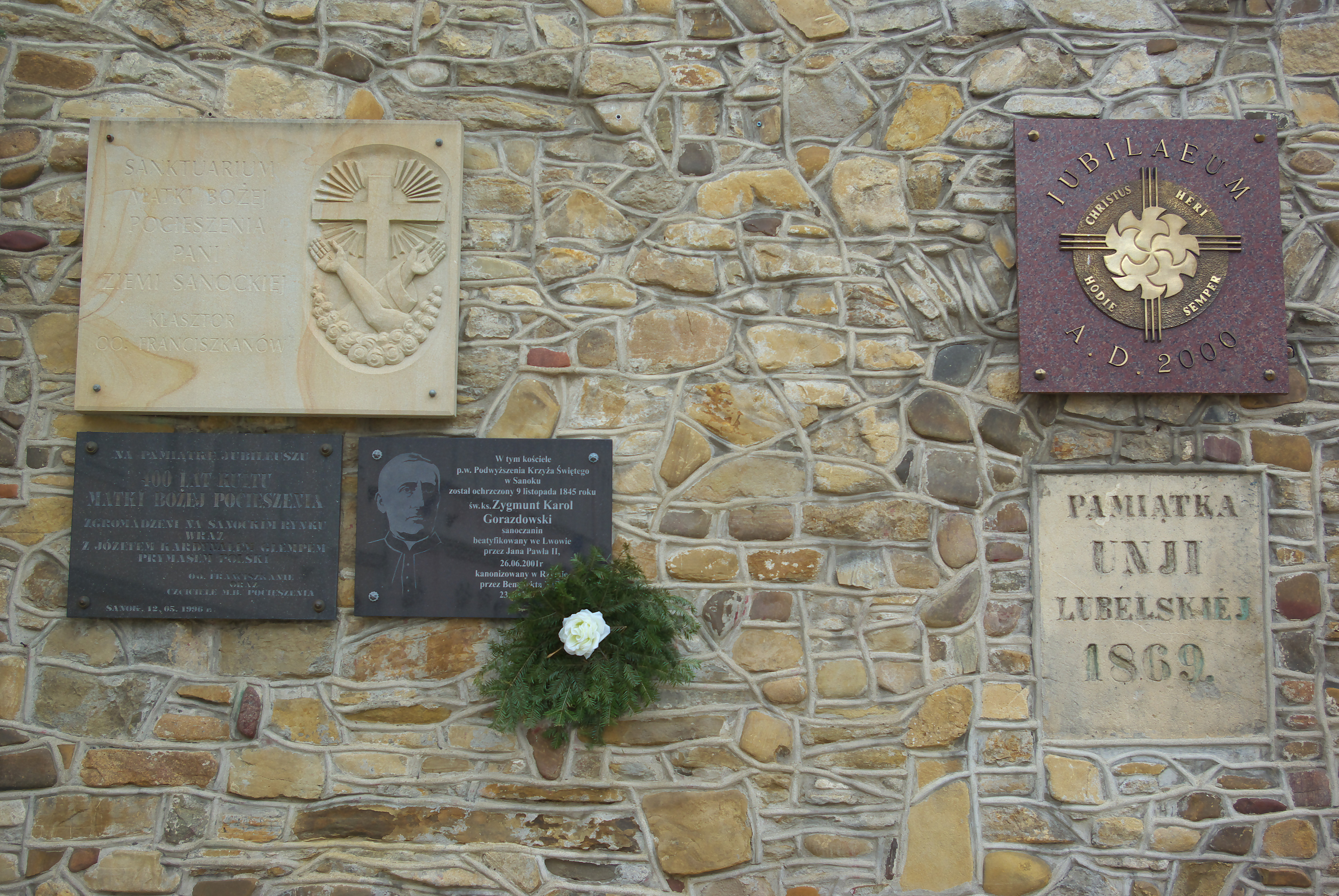
Tablice przy głównym wejściu

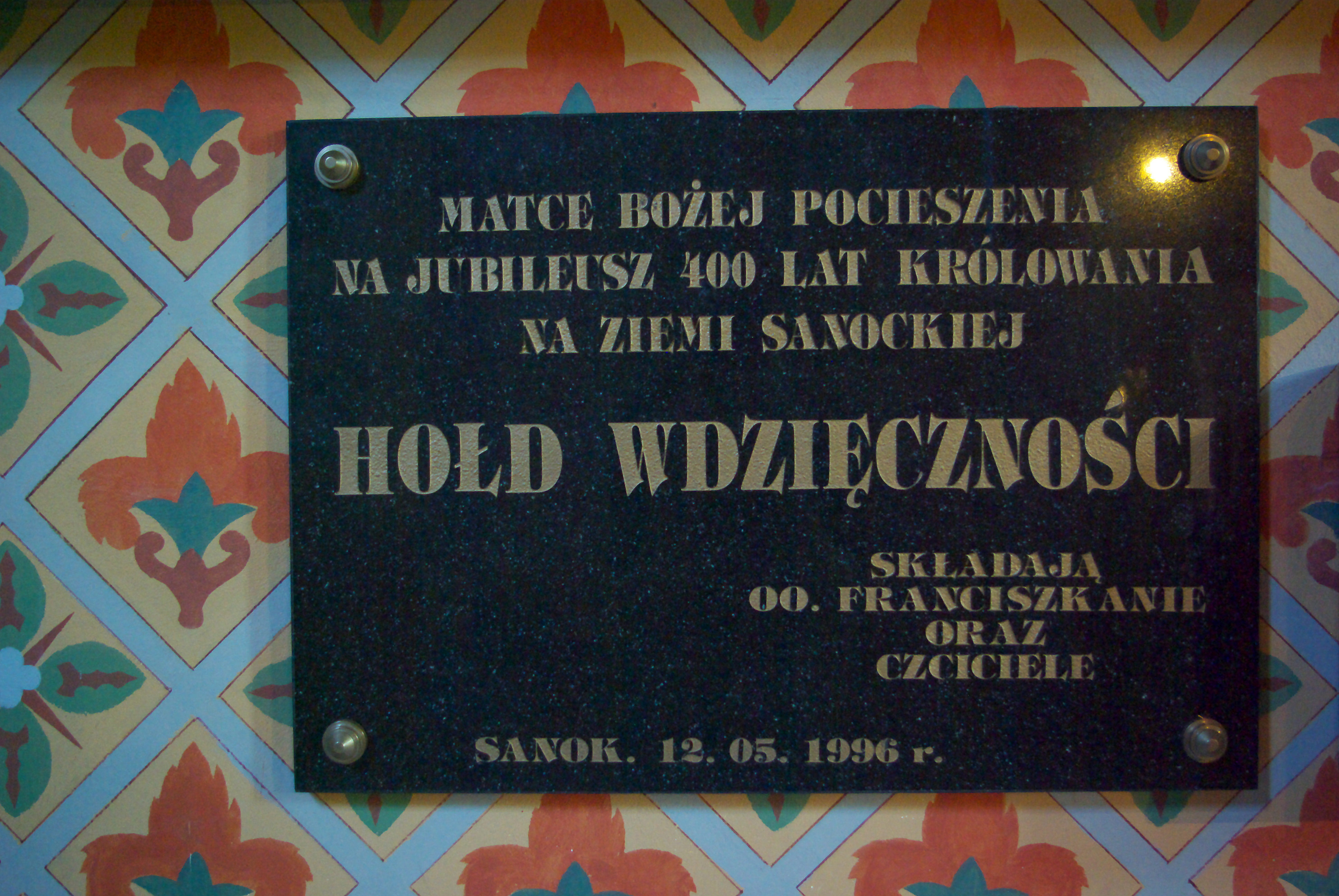
Tablica w hołdzie wdzięczności za 400 lat panowania Matki Bożej Pocieszenia

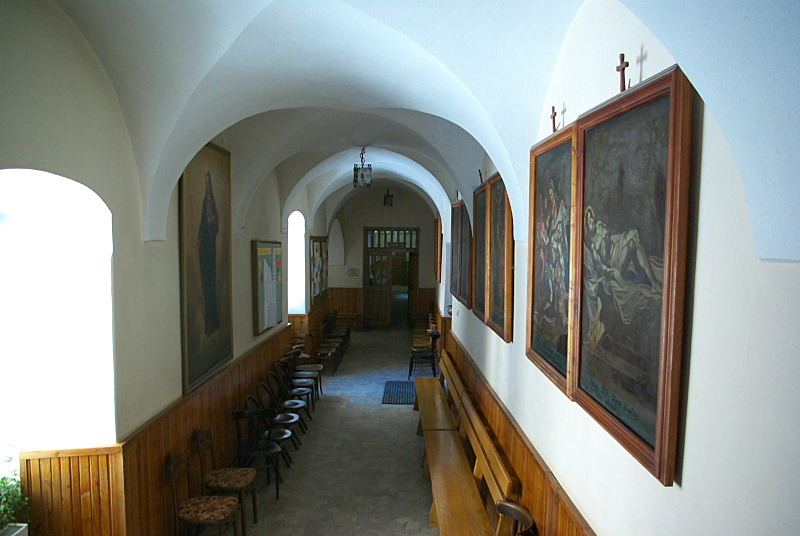
Krużganki klasztorne

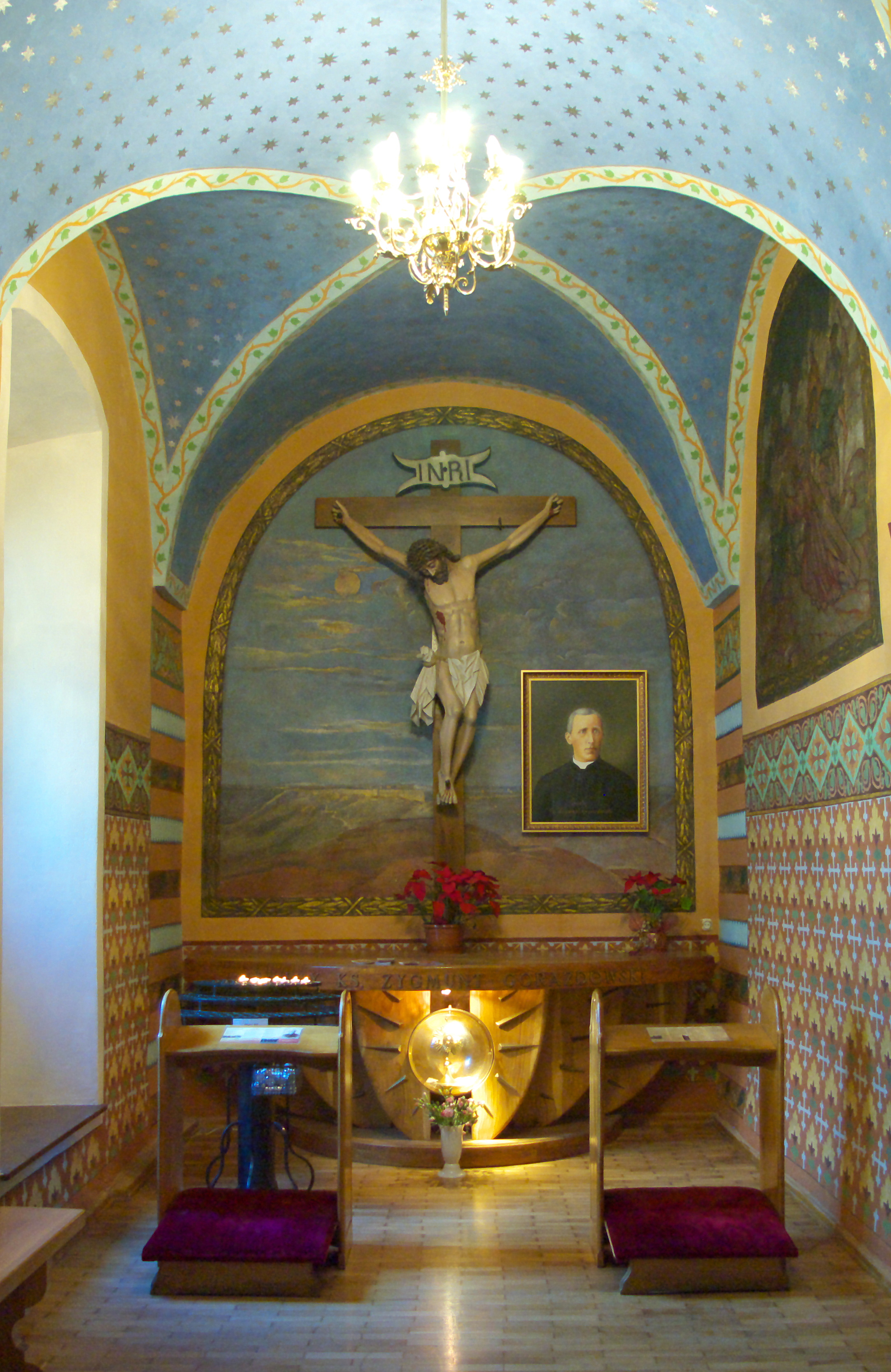
Odnowiona kaplica św. Zygmunta Gorazdowskiego

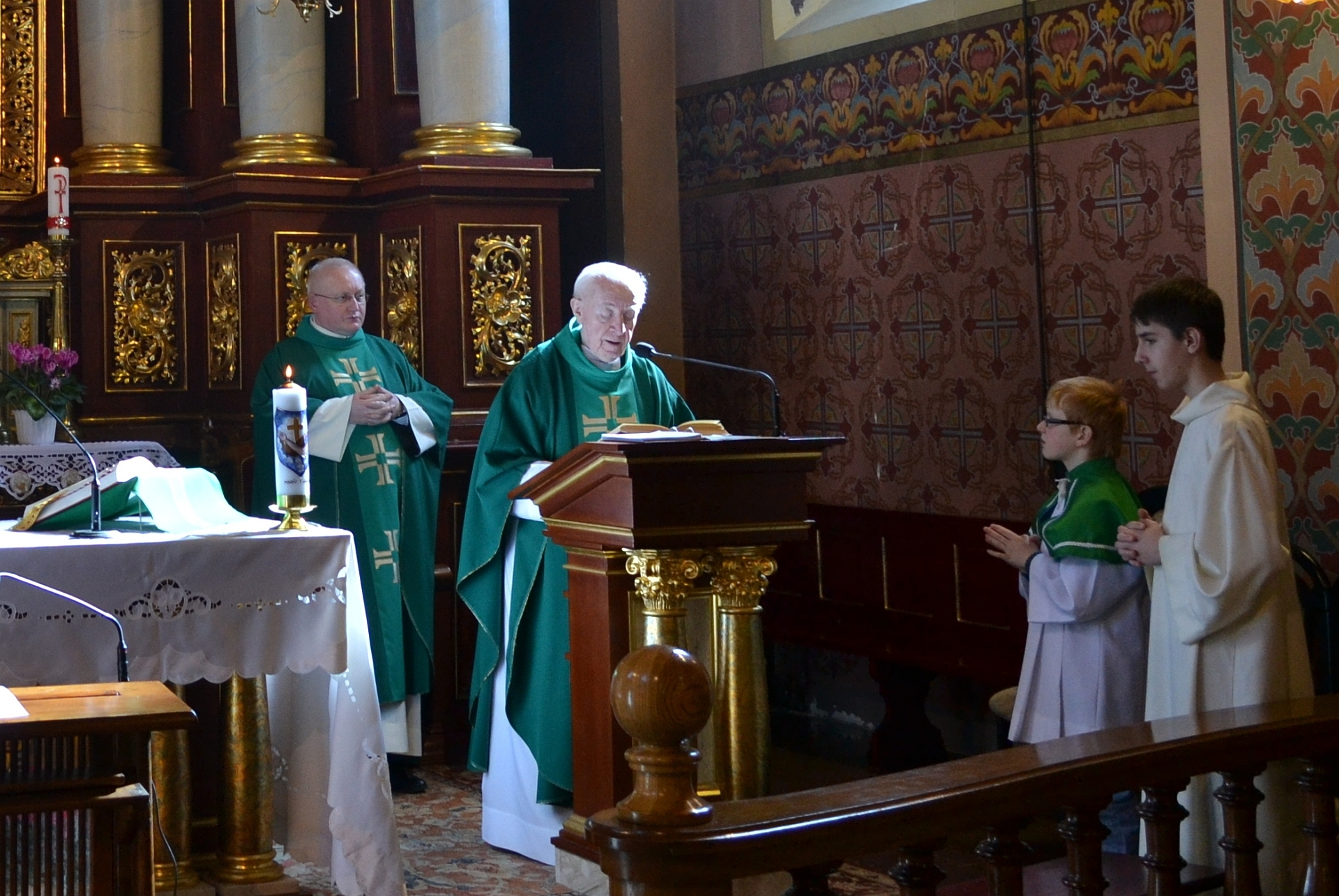
Msza święta w kościele; od lewej o. Zbigniew Kubit i o. Andrzej Deptuch (2014)

Kościół i klasztor Franciszkanów w Sanoku – neoromański kościół i zespół klasztorny w Sanoku.
Podlega franciszkańskiej Prowincji św. Antoniego z Padwy i bł. Jakuba Strzemię Zakonu Braci Mniejszych Konwentualnych w Krakowie
Klasztor jest umiejscowiony w sanockiej dzielnicy Śródmieście pod adresem ulicy Franciszkańskiej 7, zaś od strony wschodniej nad stromą skarpą, u podnóża wznoszącą się od ulicy Podgórze w zachodniej części dzielnicy Błonie. Kościół franciszkanów przylega do klasztoru od strony północnej. Wejście główne do świątyni w narożniku południowo-wschodniej pierzei sanockiego rynku.

## Historia
Po utworzeniu zakonu franciszkańskiego w 1209, od początku XIII wieku jego przedstawiciele przybywali i rozpoczynali działalność na terenie Polski, w tym na Podkarpaciu w Przemyślu w 1237. Drugim miejscem ich osiedlenia w regionie był Sanok. Klasztor i kościół franciszkański w Sanoku został założony 27 lutego 1377 na mocy przywileju wydanego przez księcia Władysława Opolczyka (ówczesny zarządca Rusi Czerwonej). Książę nakazał arcybiskupowi lwowskiemu Maciejowi i burgrabiemu sanockiemu Maciejowi uposażyć Franciszkanów w dwór oraz wybudować kościół poza murami miasta. Budowa trwała w latach 1372–1376, a w jej wyniku wzniesiono kościół pod wezwaniem Najświętszej Marii Panny, który nadano zakonowi minorytów ze Lwowa, tj. franciszkanom sprowadzonym z tego miasta do Sanoka (według wcześniejszych opisów świątynia była umiejscowiony przy obecnej ul. Tadeusza Kościuszki nieopodal Góry Parkowej; jest to teren obecnej ulicy Grzegorza z Sanoka). Organizację kościoła, jak i całej diecezji, przeprowadził w tym czasie Eryk z Winsen. Pierwsze budynki kościoła i klasztoru były drewniane i znajdowały się poza murami miasta, stanowiącymi obecnie dzielnicę Śródmieście.
W 1384 siostra Kazimierza Wielkiego i matka króla Ludwika Węgierskiego, Elżbieta Łokietkówna wydała zgodę na przeniesienie siedziby franciszkanów w obręb miasta. Na darowanym przez królewnę Elżbietę areale w historycznym rogu sanockiego grodu franciszkanie, po nabyciu dodatkowych parcel miejskich, wybudowali drewniany klasztor oraz kościół (był konstrukcji drewnianej wraz z murowaną zakrystią). Akt erekcyjny kościoła i darowizny są datowane na 5 lipca 1384. Nowy kościół uzyskał tytuł pod wezwaniem Znalezienia Krzyża Świętego. W 1384 pleban kościoła pw. św. Michała usiłował zabrać klasztor, lecz królowa Elżbieta Bośniaczka (żona Ludwika Węgierskiego, a matka królowej Jadwigi) poleciła staroście, radzie i mieszczanom chronić przed plebanem zakonników, których przeniosła spoza murów do miasta. W 1387 Chartman Ghyr kleryk i notariusz publiczny zatwierdził ponownie w Krośnie w obecności biskupa Eryka dokumenty zatwierdzone przez księcia Władysława Opolczyka i królową Elżbietę. W późniejszych wiekach Sanok był kilkakrotnie trawiony przez pożary (w latach 1457, 1470, 1514, 1566 – w ostatnim z tych przypadków kościół ocalał). Kolejny z pożarów w 1604, wywołany przez Tatarów, zniszczył kościół. Dwa lata później w 1606 dokonano odbudowy kościoła, ukończonej dzięki staraniom podkomorzego sanockiego Piotra II Bala, w wyniku czego powstała nowa, murowana świątynia o charakterze jednonawowym, wzniesiona w stylu barokowym.
W późniejszym czasie tytuł kościoła Znalezienie Krzyża Świętego został zamieniony na Podwyższenie Krzyża Świętego (dzień 14 września). W okresie I Rzeczypospolitej pomieszczenia klasztoru były miejscem odbywania sejmików szlacheckich dla całej ziemi sanockiej (1612). Po raz kolejny zabudowania kościoła i klasztoru zostały zniszczone przez pożar w 1632. W latach 1632–1640 dokonano ponownej odbudowy kościoła i klasztoru wykonanej z kamienia łamanego i datę końcową uznaje się za powstanie obecnego kształtu kościoła i klasztoru. W tych latach powstały też nowe zabudowania klasztorne (drewniane) – od 1717 rozpoczęto zastępowanie ich jednolitą z kościołem konstrukcją murowaną. Kolejne skrzydła czworoboku klasztornego wzniesiono w latach 1722–1747 i 1758-1775. W latach 1676 i 1743 miały miejsce kolejne pożary klasztoru. W latach 1846–1847 klasztor został przebudowany, wskutek tego dobudowano kondygnację piętrową. W 1766 założono bractwo św. Iwona W 1790 zostało dobudowane skrzydło poprzeczne klasztoru.
W międzyczasie, po spaleniu się sanockiego kościoła parafialnego pw. Michała Archanioła 30 września 1782 świątynia przyklasztorna pełnił funkcję kościoła parafialnego (do franciszkańskiego kościoła została przeniesiona parafia, jednak jej zarząd nie został przekazany zakonnikom franciszkańskim) do 19 grudnia 1886, gdy powstała Parafia Przemienienia Pańskiego w Sanoku (w tym okresie gwardianie klasztoru pełnili jednocześnie urząd proboszcza). W kościele i klasztorze służyło na ogół trzech ojców i dwóch braci, którzy prowadzili także folwark poza miastem.
W okresie Austro-Węgier władze cesarskie Józefa II Habsburga przejęły część pomieszczeń klasztornych i utworzyły w nich areszt (wobec braku więzienia na terenie miasta) i tzw. sąd cyrkularny (powiatowy), a ponadto skonfiskowały część majątku kościelnego. 1 listopada 1851 o godz. 5:30 we mszy św. w kościele farnym wziął udział cesarz Austrii Franciszek Józef I, odwiedzający Sanok podczas podróży po Galicji i Bukowinie.
W nocy 9/10 maja 1872 miał miejsce następny, dewastujący pożar kościoła (spłonęła wówczas niemal 1/3 miasta). Od tego roku dokonano zasadniczej przebudowy (wówczas zostały odbudowane sklepienia i dach). W konsekwencji świątynia utraciła barokowy styl (zmieniono wieżę z barokowym hełmem, boczną kaplicę z kopułą, zaś szczegóły architektoniczne uległy zatarciu). Po pożarze malowanie w kościele wykonał malarz Tabiński z Rzeszowa, które zachowało się do 1935. W 1886 ukończono gruntowną przebudowę kościoła po pożarach, w ramach której odbudowano sklepienia i dach. W dokonano restauracji kościoła, podczas której zostało obniżone barokowe sklepienie, przysklepione okna, wybite wejście do kaplicy. Do jesieni 1895 dokonano rekonstrukcji zniszczonej w pożarze wieży kościoła (według projektu inż. architekta Władysława Beksińskiego, wykonawcą był Karol Gerardis; została podwyższona niemal dwukrotnie), wcześniej miała formę kopulastą, a w 1896 wzniesiono wieżyczkę na sygnaturkę. Ponowne restauracje kościoła i klasztoru przeprowadzono w 1905 (wówczas zbudowano dwie kondygnacje wieży i zbudowano jej hełm).
25 sierpnia 1900 klasztor został odwiedzony przez Namiestnika Galicji Leona Pinińskiego. 18 maja 1914 doszło do usunięcia się ziemi z gorze, na której stoi kościół franciszkanów. W 1920 podwyższono kaplice w świątyni. Od 1935 do 1939 malarską dekorację wnętrza kościoła (polichromie) wykonywał sanocki malarz, Władysław Lisowski: nad kaplicą im. św. Maksymiliana Kolbego znajduje się fresk pt. Św. Franciszek rozsyła zakonników w świat (odmalowane osoby noszą twarze mieszkańców Sanoka: związany z kościołem Antoni Jędrzejowski oraz zakonnicy, organista br. Michał Czyż i zakrystianin br. Metody Wojcieszek, zaś widok na Asyż przypomina panoramę Sanoka); drugie malowidło, umieszczone na łuku łączącym nawę główną z prezbiterium, ukazuje scenę hołdu i uwielbienia składanego przez przedstawicieli różnych stanów społecznych Matce Bożej, a wśród osób uwielbiających są także mieszkańcy miasta, m.in. sam W. Lisowski (klęcząca postać ubrana w kierezję), jego córki Maria i Helena Nehring z dzieckiem na rękach (późniejszy lekarz Jerzy Nehring), adwokat Kazimierz Lisowski z Brzozowa, zamieszkujący przy kościele rzemieślnik Antoni Borczyk (ubrany w czamarę) wraz z rodziną (córki), burmistrz Sanoka, Maksymilian Słuszkiewicz namalowany w stroju szlacheckim i trzymający w dłoni karabelę oraz gwardian konwentu sanockiego o. Teofil Bazan; trzeci obraz to scena odnalezienia Krzyża św. ukazana w nawie głównej (był to wcześniejsze wezwanie kościoła). W toku prac Lisowskiego w latach 30. ołtarze boczne zostały przemalowane na kolor palisandrowy. Malowidła w kruchcie wykonał w 1898 malarz Włodarski z Sanoka (są to obraz siedzącego św. Franciszka w rozmodleniu, znajdujący się nad wejście do krużganek oraz godło Polski na suficie). W drugiej połowie lat 30. doradcą przy pracach remontowych był inż. Wilhelm Szomek, za sugestią którego wykonano otynkowanie kościoła od strony rynku, zaś od strony ogrodu w kierunku wschodnim, prezbiterium pozostawiono na elewacji tzw. „dziki kamień”
W XIX wieku zabudowania klasztorne były pod numerem 16 w mieście. Wyrokiem z 16 września 1889 ks. Stanisław Stojałowski został uznany winnym przestępstw kościelnych i skazany na utratę probostwa w Kulikowie i na 6-tygodniowe rekolekcje w klasztorze w Sanoku.
Po odzyskaniu przez Polskę niepodległości w pierwszym okresie istnienia II Rzeczypospolitej w latach od 1921 do 1923 w klasztorze funkcjonowało Małe Seminarium Duchowne – Zakonne. Około 1920 na parterze klasztoru funkcjonowała tzw. „głodna kuchnia”, gdzie wydawano posiłki. Do początku lat 30. XX wieku klasztor sanocki (tak jak inne franciszkańskie konwenty na Podkarpaciu) podlegał prowincji we Lwowie, a następnie został podporządkowany prowincji w Krakowie. Według stanu z 1931 konwent franciszkanów w Sanoku posiadał własność przy ulicy Ignacego Daszyńskiego 30 (pierwotnie pod numerem konskrypcyjnym 998).
Podczas II wojny światowej w trakcie okupacji niemieckiej oraz przez rok po wojnie w klasztorze działała Polska Szkoła Handlowa (Polnische Öffentliche Handelsschule). Po przejściu frontu wschodniego w 1944 powstały uszkodzenia w zadaszeniu kompleksu franciszkanów, które naprawiał następnie Kazimierz Niemiec.
W dniu 3 października 1946 aresztowany i przewieziony do Rzeszowa został gwardian z Sanoka, któremu zarzucono umożliwienie na terenie klasztoru zebrań członków nielegalnej organizacji Armia Krajowa (po czterech dniach zakonnik został zwolniony, jednak w związku z tym poprosił o przeniesienie i w listopadzie odszedł z Sanoka). W latach powojennych klasztor ponosił szkody w wyniku działań władz komunistycznych PRL (zakonnikom odebrano deputat na opał). W 1950 zostało upaństwowiony teren należącego do franciszkanów gospodarstwa rolnego o powierzchni 34 ha, położony przy ul. Zagrody 10, zaś zakonnikom pozostawiono wówczas ok. 2 ha. Z pozostałej części fragment w 1973 został wykupiony przez władze państwowe (w tym miejscu powstało I Liceum Ogólnokształcące im. Komisji Edukacji Narodowej w Sanoku, w którym oo. franciszkanie byli katechetami do 1984), a w resztkach areału powstała kaplica publiczna, później kaplica rektoralna pw. św. Maksymiliana Marii Kolbego, który w 1984 została przekazana na rzecz diecezji przemyskiej.
Tuż po wojnie w 1945 w klasztorze utworzono franciszkańskie Niższe (Małe) Seminarium Duchowne, jednak od 1950 jego absolwentów nie dopuszczano do dalszej edukacji w państwowym Gimnazjum w Sanoku, zaś decyzją z 3 lipca 1952 seminarium zostało zlikwidowane przez władze PRL; jednocześnie została odebrana wówczas część klasztoru, w której działało MSD, w późniejszych latach odzyskana przez zakonników. W 1954 przeniesiono do świątyni z pobliskiej cerkwi greckokatolickiej Sobór Świętej Trójcy odnowioną ikonę Matki Boskiej Łaskawej. Obraz uroczyście wprowadzono do kościoła i poświęcono. Pierwsza historyczna wzmianka o bizantyjskiej ikonie Matki Bożej przywiezionej przez hrabiego Krzysztofa Tarnawskiego spod Moskwy do Sanoka pochodzi z 1596.
3 maja 1956 Sekretariat Episkopatu Polski ustalił drugi tytuł kościoła pw. Matki Bożej Pocieszenia, oprócz istniejącego tytułu Podwyższenia Krzyża Świętego oraz wyznaczył drugą niedzielę maja na uroczystość odpustową. 1 lipca 1969, decyzją bpa Ignacego Tokarczuka, sanoccy franciszkanie prowadzą ponownie parafię erygowaną Podwyższenia Krzyża Świętego i Matki Bożej Pocieszenia w Sanoku. Franciszkanie z Sanoka posługiwali jako kapłani w podsanockich miejscowościach Międzybrodzie i Trepcza.
Malarz W. Lisowski odnawiał ołtarze w kościele także tuż po II wojnie światowej (1946) i w późniejszych latach (1961, 1962). W 1972 zespół klasztorny franciszkański, na który składały się wówczas kościół, klasztor, stodoła z kieratem murowanym i drewnianym z poł. XIX wieku oraz ogrodzenie klasztorne murowany z XVIII/XIX w., zostały włączone do uaktualnionego wówczas spisu rejestru zabytków Sanoka. 6 stycznia 1976 rozgorzał w kościele pożar, zawczasu ugaszony.
W prezbiterium w 1887 Ferdynand Majerski wykonał balustradę z drewna. Pierwotnie posadzkę w świątyni wykonał w 1888 Jakub Zandonelli z Jasła (była w kolorach czerwony, czarnym i biało-szarym). W 1948 umieszczono nowe tabernakulum o charakterze pancernym (wykonawca: Karol Baranowicz), w miejsce poprzedniego wykonanego z drewna. W 1965 została wykonana boazeria w kościele na wysokości 142 cm (wykonawca Nieznański).
W 1977 ponownie została odnowiona polichromia w kościele, a także w kruchcie i ogrojcu (wykonał Jan Płodzień). W latach 80. XX wieku dach kościoła i klasztoru pokryto blachą miedzianą. U podstawy zabudowań klasztoru i kościoła pojawiały się problemy związane z osuwaniem się skarpy. W latach 1998–1999 na terenie kościoła przeprowadzono prace archeologiczne i konserwatorskie. W wyniku prac zostały odkryte średniowieczne cmentarzysko i XIV-wieczne mury. Na początku XXI wieku, w latach 2000–2003 były kontynuowane prace konserwatorskie i remontowe. Zostały odrestaurowane ołtarze i obrazy św. Antoniego Padewskiego (do października 2001) i Matki Bożej Pocieszenia, a w tzw. „kaplicy Ogrójca” wykonano ołtarz ku czci bł. ks. Zygmunta Gorazdowskiego. Przeprowadzono także wiele prac modernizacyjnych i unowocześniających korzystanie ze świątyni pod względem technicznym (ogrzewanie, ławki, posadzka, instalacje, oświetlenie, nagłośnienie, drzwi).
19 marca 2005, dekretem metropolity przemyskiego abpa Józefa Michalika, w przyklasztornym kościele zostało erygowane sanktuarium Matki Bożej Pocieszenia – Pani Ziemi Sanockiej.
Zespół klasztorny (kościół, klasztor i ogrodzenie) został wpisany do wojewódzkiego (1967) oraz do gminnego rejestru zabytków miasta Sanoka. Wynikiem działań Komisji Opieki nad Zabytkami, powstałej przy oddziale PTTK w Sanoku, w 1978 umieszczono na fasadzie budynku tablicę informującą o zabytkowym charakterze obiektu.
Wobec powstałych wielu pęknięć w zabudowaniach kościoła franciszkanów w 2019 podjęto prace budowlane zmierzające do zabezpieczenia skarpy do jej podnóża.

## Architektura
Kościół ma charakter orientowany (część prezbiterialna, mieszcząca ołtarz główny, jest zwrócona ku wschodowi). Obecny wygląd kościoła i klasztoru bardzo odbiega od pierwotnego. W szczególności przebudowa z 1872 usunęła barokowy styl obiektu. Zasadniczo wnętrze kościoła składa się z prostokątnego prezbiterium, nawy głównej i dwóch kaplic bocznych. Przez to kościół jako całość zyskał układ poziomy zbliżony do planu krzyża łacińskiego. Okna w kościele zakończone są w sposób półkolisty. Pod kościołem i kaplicami znajdują się krypty. Dolna kondygnacja wieży jest wykonana z kamienia łamanego, zaś dwie górne z cegły. W 1998 poinformwano o nowym wystroju ołtarza głównego, w którym uwidoczniono odsłonięt<y fragment kamiennej ściany.
Pierwotne ołtarze w świątyni odnawiana przełomie 1777/1778 malarz Serafiński z Rzeszowa. Obecny ołtarz główny został wybudowany na nowo (po pożarze) w 1887, a projekt stworzył Ferdynand Majerski z Przemyśla. W jego centrum, między sześcioma kolumnami spoczywającymi na postumentach znajduje się krucyfiks późnobarokowy (wzmiankowany był w 1694 z racji na jego kult i wota), nad nim gołębica symbolizująca Ducha Świętego, a na szczycie gloria Boga Ojca. Ponad nim na sklepieniu jest przedstawiona Trójca Święta i adorujący ją czterej Ewangeliści. Po bokach ołtarza ustawiono figury, w których przedstawieni zostali święty Bonawentura i Tomasz z Akwinu (wykonał je F. Majerski w 1887). Na kapitelach filarów umieszczono cztery figury aniołów (dwie stojące, dwie siedzące). Pod koniec XIX wieku główny ołtarz był w kolorze marmuru czerwonego.
W prezbiterium umiejscowiona została drewniana chrzcielnica z 1996 (autor Jan Penar, projekt i polichromie Artur Olechniewicz) – na jej ścianach zostali przedstawieni święci związani z zakonem i Sanokiem (św. Franciszek z Asyżu, św. Klara z Asyżu, św. Maksymilian Maria Kolbe, bł. Jakub Strzemię, św. ks. Zygmunt Gorazdowski, słudzy Boży męczennicy: o. Michał Tomaszek i o. Zbigniew Strzałkowski).
Pierwotnie kościelna ambona była zlokalizowana w prezbiterium po prawej stronie, po czym w 1887 została przeniesiona na stronę lewą. Obecną ambonę wykonał Ferdynand Majerski w 1889. Na zadaszeniu ambony widnieją dwie figury aniołków. Fundatorem wykonanych w 1897 schodów do ambony był Józef Nowak, który opłacił także istniejącą tuż obok drewnianą ławkę-stallę. Analogiczna stalla istniała po drugiej (prawej) stronie przy wejściu do zakrystii, zaś w 1977 obie ławki zostały przeniesiony do kaplicy św. Franciszka. Pierwotnie pod amboną istniało osiem ławek (wykonawca: Dutkiewicz w 1897) oraz szesnaście w nawie głównej (wykonawca Michał Car w 1939). W 1976 usunięto tynk z wieży kościoła, w 1977 górną część tejże otynkowano na nowo, a dolną część wykonano z pozostawieniem kamienia. W tym czasie w podobny sposób tzw. „dzikiego kamienia” wykonano elewację kościoła od strony rynku.
Przylegający od południa do kościoła klasztor składał się pierwotnie z trzech skrzydeł wokół wirydarza, natomiast obecnie ma dwa wirydarze. Od odbudowy w XIX wieku budynek klasztoru jest jednopiętrowy. Na parterze są krużganki sklepione krzyżowo, wiodące od strony wirydarza i umożliwiające okrężne przejście łączące kruchtę kościoła (przedsionek przy wejściu do kościoła z Rynku miejskiego) z zakrystią i dalej prezbiterium. Zakrystia została odnowiona 1900/1901. malowidła wykonał br. Cyryl Sadowski, w 1970 odmalowali sanoccy malarze Tadeusz Turkowski i Kazimierz Florek. W krużgankach (skrzydło wschodnie) jest umiejscowiona kaplica św. Zygmunta Gorazdowskiego (ufundowana przez rodzinę Rylskich w XIX wieku; zwana kaplicą Rylskich bądź powszechnie jako „Ogrójec”). Kaplica została odnowiona w 1901, ponownie zrekonstruowana w 1977. W 2012 trwała renowacja polichromii w kaplicy. Ponadto w budynku klasztornym mieści się refektarz (skrzydło południowe), kaplica zakonna i biblioteka.
Od końca 2005 na wieży kościelnej funkcjonują dzwony rodzaju carillon (zespół dzwonów wieżowych) w liczbie ośmiu (łączna waga 250 kg), które regularnie, co trzy godziny między 6:00 a 21:00, odgrywają melodię.

## Obiekty sakralne i zabytki sztuki
- Krzyż w ołtarzu głównym prezbiterium (2 poł. XVII wieku); w przeszłości widniały przy nim wota dziękczynne, które zostały skonfiskowane przez władze austriackie na przełomie XVIII/XIX wieku[81]
- Krucyfiks barokowy w przedsionku wzgl. kruchcie (koniec XVIII wieku); w 1970 umieszczono na nim tabliczkę upamiętniającą misje maryjne[92]
- Krzyż w Kaplicy św. Zygmunta Gorazdowskiego (pocz. XVIII wieku)[87]
- Klasycystyczne umbraculum (pocz. XIX wieku)
- Rzeźba Matki Boskiej z Dzieciątkiem (XVIII wiek)
- Ołtarz z obrazem św. Antoniego z Padwy (wzmianki XVII wiek, po prawej stronie nawy głównej), ołtarz posiada dwie kolumny kręcone z łodygami liści i winogronami, nad kolumnami aniołki, w 1937 malarz W. Lisowski dokonał przemalowania ołtarza na kolor palisandrowy[93]; ukazany na obrazie św. Antoni w prawej dłoni dzierży trzy kwiaty lilii, a w lewej trzyma Dzieciątko Jezus[94].
  - w zasuwie tego obrazu istnieje obraz Najświętszego Serca Pana Jezusa, który namalował Tabiński z Rzeszowa w 1888[93]
- Ołtarz z obrazem Matki Bożej Pocieszenia (z ok. 1700, po lewej stronie nawy głównej), na bazie obrazu olejnego na płótnie „Matka Boska z Dzieciątkiem”, przybrany złotą szatą
- Malowidła umieszczone w prezbiterium na suficie: Ewangeliści św. Mateusz (z symbolem głowy człowieka), św. Łukasz (z symbolem głowy wołu), św. Marek (z symbolem głowy lwa), św. Jan (z symbolem głowy orła)[30], na ukazanej tęczy od strony ołtarza głównego widnieje herb Sanoka, Duch święty i Orzeł Polski[95], na tęczy od strony nawy głównej ukazana jest Matka Boża Niepokalana i inne osoby[95]; po jednej stronie klęczący gwardian o. Teofil Bazan, po drugiej m.in. Antoni Borczyk[95].
- Malowidła w nawie głównej: św. Franciszek otrzymujący odpust zupełny (porcjunkulę) od Jezusa i Matki Bożej[95], Znalezienie Krzyża Świętego (od strony chóru) oraz wizerunki św. Franciszka, św. Jakuba Strzemię, św. Ludwika francuskiego, św. Klara, błog. Salomea, św. Elżbieta (z prawej strony)[96].
- Kaplica Franciszka z Asyżu (południowa, po prawej stronie nawy głównej), przylega do zakrystii, w 1935 remont tej kaplicy wykonał Józef Kopaczek, polichromie wykonał tamże na przełomie 1935/1936 W. Lisowski[97]; na ścianie kaplicy sąsiadującej z zakrystią malowidło pt. „Przyjęcie do Rodziny Franciszkańskiej (III Zakon) św. Kingi i jej męża Bolesława Wstydliwego”, nad wejściem do kaplicy od zewnątrz obraz pt. „św. Antoni rozdaje jałmużnę ubogim, zwłaszcza dzieciom”, nad wyjściem z kaplicy do nawy głównej obraz pt. „św. Franciszek przemawia do ptaszków”[98] wzgl. „Kazanie do ptaków”[99]. W kaplicy powstał ołtarz św. Franciszka, odnowiony w 1935[98]. W lutym 1999 podjęto renowację polichromii w kaplicy św. Franciszka[100]. W wyniku prac w kaplicy odsłonięto pierwotną dekorację barokową z przełomu XVII/XVIII wieku. Odrestaurowana kaplica została poświęcona 4 października 1999 przez o. Kazimierza Malinowskiego[101][102].
- Kaplica św. Maksymiliana Kolbe (północna, po lewej stronie nawy głównej, dawniej zwyczajowo zwana kaplicą matki Bożej Pocieszenia – z uwagi na pierwotne umieszczenie w niej ołtarza i obrazu pod tym wezwaniem – później imienia św. Józefa[103], Matki Bożej Różańcowej). W 1908 cała kaplica została odnowiona zarówno wewnątrz (otynkowana), jak i na zewnątrz (cegła została zastąpiona kamieniem)[104]. Ponownie odnawiana na przełomie 1935/1936[105]. Do 1937 powstał nowy ołtarz według projektu W. Lisowskiego z alabastrowymi kolumnami[42]. W ołtarzu kaplicy znajduje się obraz św. Maksymiliana Kolbe, który namalował w 1971 wykonał sanocki malarz Bronisław Naczas[42]

Na początku XXI wieku kaplicę odnowiono do lipca 2004.
- Kaplica św. Zygmunta Gorazdowskiego
- Drewniany chór z 1888 (autor Ferdynand Majerski), a w nim zabytkowe organy także z 1888, wykonane przez Jana Śliwińskiego[107][108].
- Dzwon z wizerunkiem Serca Pana Jezusa (z inskrypcją „1923”) oraz 8 dzwonów carillonowych – znajdujące się na wieży.
- Figura Najświętszej Marii Panny Niepokalanej, położona przy kościele w ogródku przylegającym do kamienicy przy ul. Rynek 18. U jej podstawy inskrypcja: „1377 600 lat Franciszkanów w Sanoku 1977”. Rzeźbę wykonał Edward Kość z Jasła[109]. Postument pochodził z zachowanego po poprzedniej rzeźbie Chrystusa opisanej poniżej[110]. Figura została odmalowana w 2012.
  - Pierwotnie w tym miejscu od 1898 znajdowała się figura Jezusa Chrystusa[109], wykonana przez Stanisława Piątkiewicza[111] stanowiąca kopię posągu Chrystusa projektu Duńczyka Bertela Thorvaldsena[78][112] (umieszczonego w kaplicy Potockich na Wawelu). Jej fundatorem był Karol Gerardis[113], który ofiarował postument, wykonany z kamienia odrzykońskiego[109]. Figura była wykonana z cementu i wapna hydraulicznego[32][114][109]. Figura znajdowała się w tym miejscu do lat 70. XX wieku[109].
- Drewniane drzwi oddzielające kruchtę (przedsionek) kościoła od nawy głównej, wraz z płaskorzeźbami przedstawiającymi św. Franciszka z Asyżu, św. Antoniego z Padwy, herbami zakonu franciszkanów i aniołkami; wykonał je Stanisław Piątkiewicz w 1898[107][115][47]. Pod tymi figurami widnieją emblematy zakonu franciszkanów[116]
- Figura Antoniego z Padwy z Dzieciątkiem Jezus (w przedsionku).
- Rzeźba św. Franciszka z Asyżu stojąca w wirydarzu, autorstwa Macieja Pęcaka.
- Figurka św. Franciszka z Asyżu umiejscowiona nad bramą wejściową od ulicy Franciszkańskiej.
- Portret imaginacyjny Elżbiety Łokietkówny, fundatorki świątyni, ofiarowany w 1882 (znajduje się w zakrystii)[88][117].
- Obraz św. Józefa w zakrystii, autorstwa Genowefy Stepek z 1964[88].
- Obraz św. Walentego, autorstwa W. Lisowskiego z 1927 roku, umieszczony w klatce schodowej[118].
- Stacje Drogi Krzyżowej w nawie głównej, wykonane w 1938 w Zakładach św. Wojciecha w Poznaniu[119].
- Cztery konfesjonały, wykonane z drewna w 1906[120]
- 14 obrazów przedstawiających Mękę Pańską pochodzące z XVIII wieku, znajdują się w krużgankach[90]
- Obraz św. Teresy od Dzieciątka Jezus (autor Antoni Zientkiewicz z Poznania, 1927), umieszczony dawniej w kaplicy św. Józefa, później na filarze pomiŁdzy kaplicą a lewym ołtarzem, w 1969 na filar przy wejściu do zakrystii[81]

W przeszłości w kościele znajdowały się obrazy: Matki Boskiej Szkaplerznej (w lewym ołtarzu, gdzie od 1954 umieszczono obraz matki Bożej Pocieszenia; przeniesiony do kościoła Najświętszej Maryi Panny Królowej Polski w Zahutyniu), Matki Bożej Różańcowej (był w kaplicy w. Franciszka, przeniesiony do Jasła).

## Tablice pamiątkowe i informacyjne
- Tablica upamiętniająca pogrzeb z 7 listopada 1758 roku i wspólne pogrzebanie kości zmarłych, która jest prawdopodobnie najstarszą tablica pamiątkową w Sanoku[45][122]. Treść inskrypcji (nie w pełni czytelna): „Roku 1758 dnia 17 listopada odprawił się solenny pogrzeb kości zmarłych w tym kościele pogrzebanych na tym...”[123]. Do 1897 epitafium było umieszczone na posadzce podłogi w kruchcie[123].
- Epitafium Marii Amalii Mniszchowej (1736-1772)[45]. Inskrypcja głosi: „D.O.M. Maria Amelia z hrabiów Bruhlów Mniszchowa Generałowa Wielkopol. Umarła w 36 r. wieku swego d. 30 kwiet. R. 1772 w Dukli. Prosi o Zdrowaś Maria”[124]. Do 1897 epitafium było umieszczone na posadzce podłogi w kruchcie[123].
- Tablica kamienna z inskrypcją upamiętniającą fundację kościoła i budowę piętra w budynkach klasztornych, ustanowiona w 1847[125]. Znajduje się w klasztorze, a treść inskrypcji brzmi: Klasztor W.W.O.O. Minoritów fundowano przez Władysława Księcia na Opolu Wieluniu i Rusi r.p. 1387, dokąd po spaleniu kościoła X.X missyonarzy r.p. 1783. Parafię przeniesiono zaś za czasów W.W.W. prowincyała Klemensa Kobak, za staraniem W.W. gwardyana Pawła Gracowskiego, mury piątrowe od południa i wschodu r.p. 1847 wzniesiono. O.A.M.D.G.[126][122][127]
- Późnobarokowe epitafium wykonane z czarnego marmuru, dedykowane Ignacemu Adamowi Lewickiemu (kasztelanowi inflanckiemu w latach 1769–1778, zm. 1788) i jego żonie Marcjanny z Tarnawieckich (zm. 1754) z inskrypcją w języku łacińskim[128]. Tablicę ufundował ich syn Samuel Rogala-Lewicki[129].
- Epitafium o treści „Spoczywa w Panu. Brat Hieronim Konopka, 18.08.1876 – 8.8.1944. Żył w zakonie 46 lat. Pochowany w czasie frontu”. Znajduje się przy krypcie kościelnej[130].
- Tablica na pamiątkę w 300. rocznicę Unii Lubelskiej z 1569, ustanowiona w 1869 przez c. i k. zarząd miasta Sanoka[109] (tym samym stanowi najstarszą tablicę pamiątkową w Sanoku[131]) w 300-setną rocznicę wydarzenia. Inskrypcja głosi: „Pamiątka Unii Lubelskiej 1869”[85][132]. Fundatorem był sanocki magistrat. Pierwotne znajdowała się na „placu proźnym” przy klasztorze, po czym 15 września 1887 Rada Miejska odrzuciła projekt przeniesienia tablicy z placu przed kościołem na fasadę wieży[133], a po złożeniu kolejnego podania uchwałą Rady Miejskiej z 15 czerwca 1893 uzyskano zgodę na przeniesienie tablicy na ścianę frontową kościoła[134][122].
- Epitafium Kazimierza Wiktora, wykonane w 1908, o treści: „Kazimierzowi Wiktorowi właścicielowi Zarszyna ur. 1845 r. w Niebocku zm. 1903 w Krakowie. Wiernemu synowi ojczyzny ukochanemu bratu ziemianie sanoccy 1908”[97][135][136].
- Tablica upamiętniająca rocznicę 966–1966, umieszczona ok. 1976 na filarze między lewą nawą a lewym ołtarzem[137].
- Tablica z inskrypcją „Matce Bożej Pocieszenia na jubileusz 400 lat królowania na ziemi sanockiej Hołd Wdzięczności składają oo. Franciszkanie oraz czciciele. Sanok 12.05. 1996 r.”. Ufundowana w czasie obchodów 400-lecia obecności obrazu MB Pocieszenia w kościele. Tablica została odsłonięta 12 maja 1996, gdy mszę św. odprawił kardynał Józef Glemp[138]. Znajduje się w kaplicy św. Maksymiliana Kolbe (lewa nawa boczna).
- Tablica z inskrypcją: „Na pamiątkę jubileuszu 400 lat kultu Matki Bożej Pocieszenia. Zgromadzeni na sanockim rynku wraz z Józefem kardynałem Glempem prymasem Polski. Oo. Franciszkanie oraz czciciele M.B. Pocieszenia. Sanok, 12.05. 1996 r.”. Ustanowiona na fasadzie przy wejściu do świątyni[139].
- Tablica z inskrypcją „Sanktuarium Matki Bożej Pocieszenia – Pani Ziemi Sanockiej.
- Tablica upamiętniająca Wielki Jubileusz Roku 2000 z inskrypcją „Iubilaeum A.D. 2000. Christus Heri Hodie Semper.” (pol. „Jubileusz roku 2000. Chrystus wczoraj dziś i na wieki”).
- Tablica upamiętniająca św. ks. Zygmunta Gorazdowskiego. Inskrypcja głosi: „W tym kościele pw. Podwyższenia Krzyża Świętego w Sanoku został ochrzczony 9 listopada 1845 św. ks. Zygmunt Gorazdowski, sanoczanin, beatyfikowany we Lwowie przez Jana Pawła II, 26.06.2001 r., kanonizowany w Rzymie przez Benedykta XVI, 23.10.2005 r.”
- Tablica informacyjna z inskrypcją „Budowa wspierana finansowo przez Fundację Współpracy Polsko-Niemieckiej ze środków Republiki Federalnej Niemiec”.

## Wydarzenia
- 9 listopada 1845 – w kościele ochrzczony został św. ks. Zygmunt Gorazdowski (beatyfikowany w 2001, kanonizowany w 2005)
- 1 listopada 1851 – o godz. 5:30 w ówczesnym kościele farnym we mszy św. uczestniczył podróżujący po Galicji cesarz Austrii Franciszek Józef I[140][24]
- 8 maja 1955 – ofiarowanie miasta Sanoka Najświętszemu Sercu Maryi przed obrazem Matki Bożej Pocieszenia
- 1 kwietnia 1966 – mszę w kościele koncelebrował ówczesny kard. Karol Wojtyła[141][142]
- 1 lipca 1969 – erygowanie Podwyższenia Krzyża Świętego i Matki Bożej Pocieszenia w Sanoku
- 6–7 lipca 1970 – peregrynacja symboli Obrazu Matki Boskiej Częstochowskiej (świeca i ewangeliarz, obraz był internowany na Jasnej Górze)
- 11 grudnia 1977 – obchody 600-lecia przybycia franciszkanów do Sanoka, podczas których uroczystą mszę odprawił ks. bp Tadeusz Błaszkiewicz[143][144]
- 12 maja 1996 – 400-lecie kultu Matki Bożej Pocieszenia, wizyta kard. Józefa Glempa, Prymasa Polski i Nuncjusza Apostolskiego abpa Józef Kowalczyk
- 10 maja 1998 – ks. bp Stefan Moskwa podczas odpustu poświęcił odnowione prezbiterium i konsekrował ołtarz w kościele[145]
- 21 marca 1999 – zainicjowanie transmisji niedzielnej mszy św. za pośrednictwem Telewizji Kablowej Sanok
- 28–29 lipca 2003 – nawiedzenie parafii przez kopię Obrazu Matki Boskiej Częstochowskiej
- 19 marca 2005 – erygowanie sanktuarium Matki Bożej Pocieszenia – Pani Ziemi Sanockiej
- 2007 – obchody 630-lecia obecności franciszkanów w Sanoku
- Corocznie w czasie trwania festiwalu im. Adama Didura wnętrza świątyni służą jako sala koncertowa
- Od 2005 odbywa się festiwal muzyki organowej i kameralnej „Muzyka Młodych u Franciszkanów”.

## Zakonnicy i powiązani
Niekompletna lista gwardianów konwentu (klasztoru) franciszkanów w Sanoku:

- o. Franciszek Leszczyński (koniec XVII w.)[146]
- o. Piotr Karwowski (1767)[147]
- o. Anzelm Cedzicki[a] (do ok. 1831)[148]
- o. Honorat Warnicki[b] (od ok. 1831 do ok. 1834)[149]
- o. Rafał Żak[c] (od ok. 1834 do około 1838)[150]
- o. Innocenty Nycz (od ok. 1838 do lat 40.)[151]
- o. Kasjan Detz[d] (w latach 40.)[152]
- o. Paweł Gracowski[e] (2. poł. lat 40)[153]
- o. Wawrzyniec Ferentsak[f] (do ok. 1858)[154]
- o. Kornel Motylewicz[g] (od ok. 1858 do ok. 1867)[155]
- o. Edmund Pawlik (od ok. 1867 do ok. 1868)[156]
- o. Klemens Kobak (od. ok. 1868 do ok. 1871)[157]
- o. Piotr Kowalik[h] (od ok. 1871 do ok. 1874)[158][26]
- o. Romuald Piechowicz (od ok. 1874 do ok. 1879)[159]
- o. Samuel Rajss (od ok. 1879 do ok. 1880)[160]
- o. Wacław Fudala[i] (od. ok. 1880 do ok. 1881)[161]
- o. Ambroży Trybalski[j] (od ok. 1881 do ok. 1882)[162]
- o. Placyd Krupiński[k] (od ok. 1882 do ok. 1883)[163]
- o. Urban Ochęduszka (od ok. 1883 do ok. 1884)[164]
- o. Kasjan Serwin[l] (od. ok. 1884 do ok. 1886)[165]
- o. Józef Szczyrek[m] (od ok. 1886 do ok. 1889)[166][167]
- o. Cyprian Chęciński[n] (od 1889 do ok. 1890)[168]
- o. Norbert Sobolewski[o] (od ok. 1890 do ok. 1891)[169]
- o. Walenty Szymczykiewicz[p]
- o. Franciszek Pyznar[q] (od. ok. 1892 do ok. 1897)[170]
- o. Alojzy Karwacki[r] (od 1895 do 1899)[171][172][173]
- o. Feliks Bogaczyk[s] (od 1899 do ok. 1902)[174][175]
- o. Andrzej Knurek[t] (od ok. 1901 do ok. 1902)[176]
- o. Alojzy Karwacki (od 1902 do I 1904)[177][172]
- o. Zygmunt Tomczykowski (od I 1904)[178]
- o. Remigiusz Duda[u] (od ok. 1904 do ok. 1905)[179]
- o. Paweł Pelczar[v] (od ok. 1905 do ok. 1908)[180]
- o. Feliks Bogaczyk (od 1908 do 1910)[181][182][175]
- o. Jan Warchał[w] (od 1910 do ok. 1916)[175][183]
- o. Kazimierz Siemaszkiewicz[x] (od ok. 1916)[184]
- o. Wawrzyniec Pomianek[y] (w latach 20.)[185][186]
- o. Edward Kustroń (do ok. 1930)[187]
- o. Kazimierz Siemaszkiewicz (od ok. 1930/1931)[188]
- o. Wincenty Boruń[z] (do ok. 1934)[189]
- o. Bartłomiej Szczyrba[aa] (ok. 1934/1935)[190]
- o. Zbigniew Młynik (w 1935)[105]
- o. Teofil Bazan[ab] (2 poł. lat 30.)[191][192][97]
- o. Ernest Białek (1945)[48]
- o. Otton Szmyd (od I 1947 do IX 1953)[193]
- o. Jakub Półchłopek (lata 50.)[194]
- o. Benedykt Porzycki (lata 60.)[195][196][67]
- o. Alan Chrząstek (koniec lat 60.)[196]
- o. Honoriusz Miś (1975–1977)[68]
- o. Błażej Wierdak (1977–1983)[197]
- o. Zygmunt Majgier (1983–1989)
- o. Ludwik Szetela (1989–1992)[198]
- o. Roman Pałaszewski (1992–1996)[199]
- o. Edward Staniukiewicz (1996–2000)[200]
- o. Stanisław Glista (2000–2008)[201]
- o. Zbigniew Kubit (2008–2016)[202]
- o. Bartosz Pawłowski (od 2016)[203][204]

W czasie funkcjonowania sanockiej parafii w farnej w kościele (do 1886) w kościele rozpoczynał posługę kapłańską ówczesny wikariusz, późniejszy biskup Karol Fischer (od września 1879 do końca 1880). Pod koniec XIX wieku w klasztorze przebywał powstaniec styczniowy, ks. Kazimierz Żuliński. Od 1899 do 1901 po raz pierwszy, a od 1938 do 1942 po raz drugi zakonnikiem w klasztorze był o. Euzebiusz Pelc, który poniósł śmierć w KL Auschwitz. W klasztorze od 1914 do 1935 przebywał o. Benigny Chmura. W 1934 tymczasowo przebywał internowany w klasztorze ks. Władysław Bachuta.
W klasztorze byli także m.in.: o. Hilary Pracz-Przyczyński (1929-1935), o. Wacław Niewodowski (-1953), o. Radosław Bulsiewicz (-1985), o. Salezy Kucharski (1928-2001), o. Franciszek Patryjak (1944-2005), o. Andrzej Deptuch (1919–2015). Pod koniec XX wieku w klasztorze posługiwali o. Tadeusz Pobiedziński (do 1989), o. Marek Daukszewicz, o. Marek Andrzejewski, o. Anicet Sajek (obaj byli katechetami w Zespole Szkół Ekonomicznych). We wspólnocie klasztornej od 26 lipca 1972 do 1 listopada 2015 był o. Andrzej Deptuch, w chwili śmierci najstarszy wiekiem zakonnik prowincji franciszkańskiej i najstarszy kapłan archidiecezji przemyskiej. Ponadto we wspólnocie klasztornej byli bracia: br. Medart Beneta (-1955), br. Tomasz Szaruga (-1967), br. Zeno Serafin Poliński (1904-2002) i br. Celestyn Skóra (-1992), br. Cyryl Dudek (1927-2008). Do 2017 posługiwali w parafii o. Piotr Marszałkiewicz (katecheta w Zespole Szkół nr 1 im. Karola Adamieckiego w Sanoku, także duszpasterz klubu hokeja na lodzie STS Sanok), o. Tarzycjusz Cwykiel (duszpasterz).
Przed 1913 konwent oo. franciszkanów w Sanoku należał do oddziału sanockiego C.K. Galicyjskiego Towarzystwa Gospodarskiego. W 2009 sanoccy ojcowie franciszkanie otrzymali Nagrodę Burmistrza Sanoka.
Grobowiec sanockich oo. franciszkanów znajduje się na Cmentarzu Centralnym w Sanoku.
Od 4 października 1998 organistą w kościele jest Jacek Szuba.

## Publikacje
Nakładem Muzeum Historycznego w Sanoku ukazały się publikacje pt.: 
- Przewodnik po kościele i klasztorze Franciszkanów w Sanoku w opracowaniu o. Witolda Pobiedzińskiego OFMConv (2007)[222]
- 630. rocznica przybycia franciszkanów do Sanoka. Materiały posesyjne (2008)[223].

## Odniesienia w kulturze
- Poeta Roman Bańkowski zadedykował dwóm braciom z klasztoru wiersze, opublikowane w tomiku poezji pt. Byli wśród nas – inni z 2000: br. Zeno został upamiętniony w wierszu pt. „Stare organy”, a br. Celestynowi został poświęcony wiersz pt. „Zakrystian”[224].
- Poeta Jan Szelc napisał 10 września 2006 wiersz pt. Do sanockiej Pani (wydany w tomiku poezji pt. Łzą żywiczną zalakowane w 2008), opiewający obraz Matki Bożej Pocieszenia i sam kościół franciszkanów w Sanoku[225].
- Na przełomie 2004/2005 we wnętrzu kościoła zespół muzyczny Orkiestra Jednej Góry Matragona dokonał nagrań, które zostały wydane na albumie Trans Silvaticus w 2005[226].

## Odpusty i uroczystości
- Druga niedziela maja (lub sobota) – odpust Matki Bożej Pocieszenia, Pani Ziemi Sanockiej
- 13 czerwca – św. Antoniego
- 2 sierpnia – odpust Porcjunkuli Matki Bożej Anielskiej
- 14 września – odpust Podwyższenia Krzyża Świętego
- 4 października – św. Franciszka
- 8 grudnia – Niepokalanego Poczęcia